# Pace 4 Life
Pace 4 Life — британская компания, социальной направленности, занимающаяся поставкой в развивающиеся страны уже использованных электрокардиостимуляторов. На середину 2015 года операции по установке устройств были проведены в Ганне, Судане и Индии.
Основана этническим индийцем Баласундарамом Лаваном в Лондоне 2013 году на грант компании Google.
Компания имеет договоренность с британским агентством похорон Independent Funeral Directors, которое согласовывает с родственниками умершего изъятие при вскрытии электрокардиостимулятора. Помимо этого устройства, возможно, получать из больниц и моргов. Далее, кардиостимулятор проходит проверку и в случае если он признаётся годным к повторной эксплуатации — проходит стерильную обработку.
Для повторного использования отбираются только те кардиостимуляторы, заряд батареи которых составляет более 70 % (полный срок службы нового устройства 7-10 лет). Содействие компании в тестировании устройств осуществляют Мичиганский университет, Манчестерский университет и ряд других организаций. Помощь компании оказывают ряд производителей кардиостимуляторов.
Компания работает в контакте с Министерством здравоохранения Великобритании и Национальной службой здравоохранения Великобритании, а также рядом благотворительных медицинских организаций в развивающихся странах.
Согласно исследованию компании в развивающихся странах около 2 млн человек с заболеваниями сердца в год умирают от слабого уровня медицины и недоступности электрокардиостимуляторов.
В Великобритании ежегодно устанавливается около 35000 таких устройств и после смерти владельца устройства, как правило, утилизируются.
Стоимость устройства в Великобритании около 2500 фунтов (4100 долларов), самое недорогое устройство на рынке стоит около 800 долларов, однако эта сумма не соизмерима даже с годовым доходом некоторых жителей беднейших стран мира.
На данном этапе развития предприятие не приносит прибыли, однако, согласно бизнес плану создателя компании, после постановки работы на стабильный уровень, предприятие должно стать прибыльным.